# Kraft (efternavn)
Kraft er et efternavn af tysk, dansk, svensk eller jødisk oprindelse.

## Kendte personer med efternavnet
- Adam Gottlob Severin Kraft (1752–1828), dansk godsejer og landsdommer
- Even Pedersen Kraft (1674–1747), dansk-norsk officer
- Frederik Kraft (1823–1854), dansk landskabsmaler
- Jens Kraft (1720–1765), norskfødt filosof og matematiker
- Jens Edvard Kraft (1784–1853), norsk statistiker og litteraturhistoriker
- Ole Bjørn Kraft (1893–1980), dansk konservativ politiker og minister
- Peder Kraft (1711–1764), dansk landsdommer og forfatter
- Tenna Kraft (1885–1954), dansk operasanger
- Thomas Kraft (født 1988), tysk fodboldspiller